# Aeropuerto de Minamidaitō
El Aeropuerto de Minami Daitō o Minamidaitō (南大東空港, Minamidaitō Kūkō, (IATA: MMD, OACI: ROMD)) es un aeropuerto en Minamidaitō, distrito de Shimajiri, prefectura de Okinawa, Japón.
La prefectura opera el aeropuerto, que está clasificado como de tercera clase.
Solo se opera un vuelo de ida y vuelta desde Naha, a Minami-Daitō y Kitadaitō, de vuelta a Naha todos los días. La ruta difiere según el día de la semana. El vuelo de Kitadaito a Minamidaitō es el más corto de Japón, cuesta 7.600 JPY y sólo tiene 12 km de longitud, y tarda 3 minutos en el aire.

## Historia
El aeropuerto original de Minamidaitō comenzó como base aérea de la Armada Imperial Japonesa en 1934. Las primeras operaciones civiles comenzaron en marzo de 1961. La pista se reparó en junio de 1963 y se amplió a 1.200 metros en diciembre de 1968 para acomodar los aviones NAMC YS-11. Sin embargo, con la reversión de la isla al control japonés en 1972, se descubrió que la vía de aproximación no se ajustaba a la Ley de Aviación japonesa, por lo que la pista tuvo que ser tratada como más corta que su longitud real. En agosto de 1974 se completó una nueva pista de 800 metros.
En julio de 1997, el aeropuerto se trasladó a su ubicación actual y se mejoró para dar cabida a vuelos más grandes con la actual pista de 1500 metros.

## Aerolíneas y destinos
| Aerolíneas          | Destinos        |
| ------------------- | --------------- |
| Ryukyu Air Commuter | Kitadaito, Naha |